# 哈尔滨公交5路
哈尔滨公交5路是哈尔滨公交的一条线路，由道里区远大公交首末站到南岗区会展中心公交首末站，路线全长19.7千米。每到学生开学时期，这条路线亦会开通学生公交的方式，方便沿线的学生上下学。此外每到客流高峰时期便会开行区间车，令乘客快速出行。

## 历史
- 1951年，路线开通，路线为顾乡屯经建国街、安国街至道里十二道街，全长5.8公里，配车6辆，由哈尔滨市公共汽车总公司负责运营。
- 1954年6月，路线改为顾乡屯至桃花巷，全长7.8公里，配车12辆。
- 1964年，配车增加至18辆，单程运行时间变为35分。其中顾乡屯发车时间为5:00-22:00，桃花巷发车时间为5:00-21:30。
- 1970年，路线改为顾乡屯经建国街、安国街、道里十二道街、石头道街、南马路、景阳街至承德广场。
- 1978年12月，因哈尔滨公交15路重新开通，由经建国街、安国街改为经新阳路。同时配车增加至20辆[3]。
- 1995年8月20日，路线改为顾乡至红旗小区，同时取消承德广场停靠[4]。
- 1997年5月30日，因中央大街和圣索菲亚教堂进行改造，5路路线走向由石头道街-中央大街-新阳路调整为石头道街-尚志大街-田地街-新阳路，取消道里十二道街站，增设哈一百站。同时票价调整为最低4角、最高1元，分区点改为巴士大厦、北安街[5]。
- 2000年，增添黄海DD6121HS5型后置柴油空调公交车。
- 2003年1月，普通车废除4角/7角/1元分段票价模式，并取消巴士大厦、北安街分区点，改为1元一票制无人售票，同时增添龙江LJK6103Q型前置公交车[6]。
- 2004年11月15日，增加宽城街站[7]。
- 2005年5月2日，因南马路施工，取消石头道街-南马路-承德街走向，改为石头道街-地段街-田地街-南极街-承德街走向。临时取消买卖街站、南马路站、南平街站、南极街站，临时增设南极市场站、中财雅典城站、市证券公司站[8]。
- 2005年6月13日，南马路施工结束，5路恢复原有走向。
- 2006年7月，停用黄海DD6121HS5型后置柴油空调公交车，将此型公交车分配至哈尔滨公交338路继续使用。至此5路全部改为1元一票制。
- 2006年9月，增添曾用于哈尔滨公交11路的龙江LJ6910Q01型前置公交车。
- 2008年4月30日，因石头道街施工，临时取消尚志大街-石头道街走向，改为尚志大街-森林街-地段街-石头道街走向，临时取消兆麟街站[9]。
- 2008年5月21日，石头道街施工结束，5路恢复原有走向。
- 2010年9月，更换为宇通ZK6100NGA9型前置燃气公交车，配车40辆。原有的龙江LJ6910Q01型前置公交车和龙江LJK6103Q型前置公交车全部停用并报废。
- 2011年6月9日，因嵩山路、淮河路施工，取消先锋路-嵩山路-淮河路走向，改为先锋路-南直路-淮河路走向。临时取消辽河小区站、淮河路站，临时增设红旗大街（先锋路路口）站、南直路站[10]。
- 2011年8月25日，嵩山路施工结束，5路恢复原有走向[11]。
- 2011年8月27日，单向取消去往清河湾小区方向的买卖街站[12]。
- 2012年9月，抽调部分宇通ZK6100NGA9型前置燃气公交车至哈尔滨公交74路继续运营。
- 2013年3月31日，将曾在哈尔滨公交74路运营的宇通ZK6100NGA9型前置燃气公交车全部归还至5路。
- 2013年12月11日，更换为宇通ZK6105HNG2型后置燃气公交车[13]，配车36辆。原有的40辆宇通ZK6100NGA9型前置燃气公交车分配至哈尔滨公交18路和哈尔滨公交28路继续使用。
- 2014年7月7日，因南马路施工，取消石头道街-南马路-承德街走向，改为石头道街-兆麟街-田地街-南极街-承德街走向。临时取消兆麟街站、买卖街站、南马路站、南平街站、南极街站，临时增设建筑艺术广场站、国信证劵中心站、市住房公积金中心站、南极市场站[14]。
- 2014年8月31日，南马路施工结束，5路恢复原有走向。
- 2015年10月26日，因哈尔滨市公共汽车总公司与哈尔滨市公共电车总公司合并为哈尔滨交通集团公共交通有限公司，本路线变为由哈尔滨交通集团公共交通有限公司经营[15]。
- 2015年11月13日，延伸至清河湾小区始发[16]。
- 2017年12月5日，更换35辆宇通ZK6125CHEVNPG29型气电混合动力公交车，原有的34辆宇通ZK6105HNG2型公交车分配哈尔滨公交109路31辆和哈尔滨公交121路3辆继续使用。

## 车站一览

### 现行沿途车站
| 序号 | 車站名稱               | 红旗小区方向 位置（下行） | 清河湾小区方向 位置（上行） | 换乘轨道交通 |
| ---- | ---------------------- | ------------------------- | --------------------------- | ------------ |
| 1    | 清河湾小区             | 顾新街                    | 顾新街                      |              |
| 2    | 道里区人民医院         | 顾新街/职工街             | 顾新街/职工街               |              |
| 3    | 顾新街（乡政街路口）   | 顾新街                    | 顾新街                      |              |
| 4    | 乡政街（顾新街路口）   | 乡政街                    | 乡政街                      |              |
| 5    | 顾乡                   | 顾乡大街/乡政街           | 乡政街/顾乡大街             |              |
| 6    | 顾乡大街（康安路路口） | 顾乡大街/康安二道街       | 顾乡大街/康安二道街         |              |
| 7    | 康安路                 | 新阳路                    | 新阳路                      |              |
| 8    | 中心医院               | 新阳路                    | 新阳路                      |              |
| 9    | 安红街                 | 新阳路/福达街             | 新阳路/福同街               |              |
| 10   | 安升街（新阳路路口）   | 新阳路/安升街             | 新阳路/安升街               |              |
| 11   | 北安街                 | 新阳路/安顺街             | 新阳路/安顺街               |              |
| 12   | 哈一百                 | 尚志大街/西十五道街       | 尚志大街/西十五道街         |              |
| 13   | 兆麟街（联升广场）     | 石头道街/兆麟街           | 石头道街/兆麟街             |              |
| 14   | 买卖街                 | 石头道街/买卖街           |                             |              |
| 15   | 南马路                 | 南马路/东开原街           | 南马路/东内史胡同           |              |
| 16   | 南平街                 | 南马路/南平街             | 南马路/南平街               |              |
| 17   | 南极街                 | 承德街/南康街             |                             |              |
| 18   | 新发小区               | 宽城街                    | 宽城街/花园街               |              |
| 19   | 宽城街                 | 宽城街/鼎新三道街         | 宽城街/鼎新三道街           |              |
| 20   | 宣化街（先锋路路口）   | 先锋路/宣化街             | 先锋路/宣化街               |              |
| 21   | 先锋小区               | 先锋路/宣庆街             | 先锋路/华山北路             |              |
| 22   | 先锋路（华山路路口）   | 先锋路/华山北路           |                             |              |
| 23   | 嵩山小区               | 先锋路/嵩山路             | 先锋路/嵩山路               |              |
| 24   | 辽河小区               | 淮河路/嵩山路             | 嵩山路/淮河路               |              |
| 25   | 淮河路                 | 淮河路/红旗大街           | 淮河路/红旗大街             |              |
| 26   | 红旗小区               |                           | 淮河路/泰山路               |              |
| 27   | 南直路                 |                           | 淮河路/南直路               |              |
| 28   | 红旗小区               | 淮河路                    | 淮河路                      |              |

### 过去沿途车站
| 序号 | 車站名稱             | 承德广场方向 位置（下行）  | 顾乡方向 位置（上行）      | 换乘轨道交通 |
| ---- | -------------------- | -------------------------- | -------------------------- | ------------ |
| 1    | 顾乡                 | 顾乡大街/乡政街            | 乡政街/顾乡大街            |              |
| 2    | 康安路               | 新阳路                     | 新阳路                     |              |
| 3    | 中心医院             | 新阳路                     | 新阳路                     |              |
| 4    | 安和街               | 新阳路/福达街              | 新阳路/福同街              |              |
| 5    | 安升街（新阳路路口） | 新阳路/安升街              | 新阳路/安升街              |              |
| 6    | 北安街               | 新阳路/安顺街              | 新阳路/安顺街              |              |
| 7    | 道里十二道街         | 中央大街/西十二道街/霞曼街 | 中央大街/西十二道街/霞曼街 |              |
| 8    | 联升广场             | 石头道街/兆麟街            | 石头道街/兆麟街            |              |
| 9    | 买卖街               | 石头道街/买卖街            | 石头道街/买卖街            |              |
| 10   | 南马路               | 南马路/东开原街            | 南马路/东内史胡同          |              |
| 11   | 南平街               |                            | 南马路/南平街              |              |
| 12   | 承德广场             | 承德街/长发街              | 承德街/长发街              |              |

| 序号 | 車站名稱             | 红旗小区方向 位置（下行）  | 顾乡方向 位置（上行）      | 换乘轨道交通 |
| ---- | -------------------- | -------------------------- | -------------------------- | ------------ |
| 1    | 顾乡                 | 顾乡大街/乡政街            | 乡政街/顾乡大街            |              |
| 2    | 康安路               | 新阳路                     | 新阳路                     |              |
| 3    | 中心医院             | 新阳路                     | 新阳路                     |              |
| 4    | 安和街               | 新阳路/福达街              | 新阳路/福同街              |              |
| 5    | 安升街（新阳路路口） | 新阳路/安升街              | 新阳路/安升街              |              |
| 6    | 北安街               | 新阳路/安顺街              | 新阳路/安顺街              |              |
| 7    | 道里十二道街         | 中央大街/西十二道街/霞曼街 | 中央大街/西十二道街/霞曼街 |              |
| 8    | 联升广场             | 石头道街/兆麟街            | 石头道街/兆麟街            |              |
| 9    | 买卖街               | 石头道街/买卖街            | 石头道街/买卖街            |              |
| 10   | 南马路               | 南马路/东开原街            | 南马路/东内史胡同          |              |
| 11   | 南平街               | 南马路/南平街              | 南马路/南平街              |              |
| 12   | 南极街               | 承德街/南康街              |                            |              |
| 13   | 新发小区             | 宽城街                     | 宽城街/花园街              |              |
| 14   | 先锋路               | 先锋路/宣化街              | 先锋路/宣化街              |              |
| 15   | 先锋小区             | 先锋路/宣庆街              | 先锋路/华山北路            |              |
| 16   | 嵩山小区             | 先锋路/嵩山路              | 先锋路/嵩山路              |              |
| 17   | 辽河小区             | 淮河路/嵩山路              | 嵩山路/淮河路              |              |
| 18   | 淮河路               | 淮河路/红旗大街            | 淮河路/红旗大街            |              |
| 19   | 红旗小区             | 淮河路                     | 淮河路                     |              |

## 车型图片

### 过去用车型

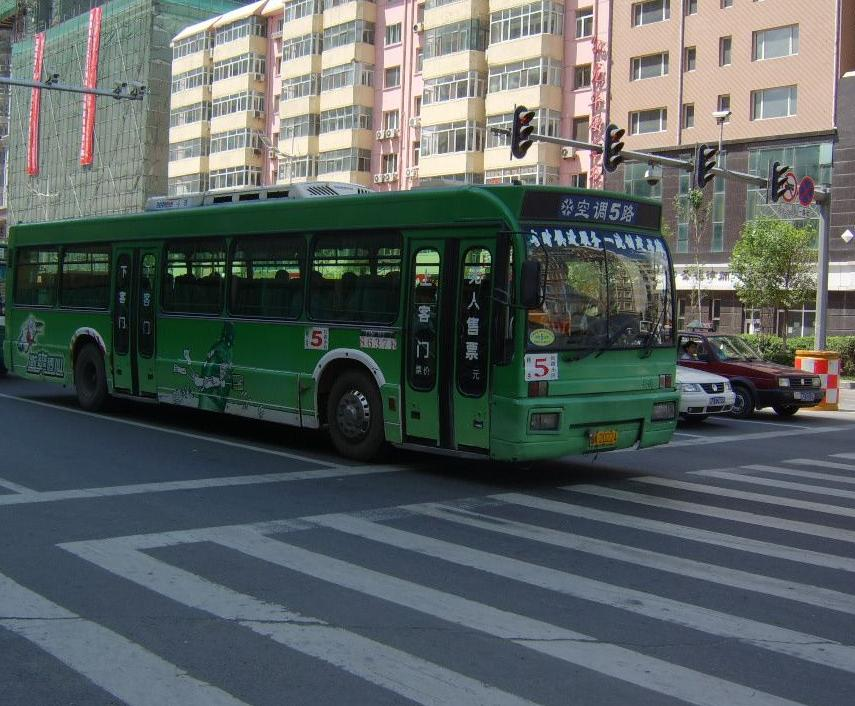
DD6121HS5（2000年-2006年7月）
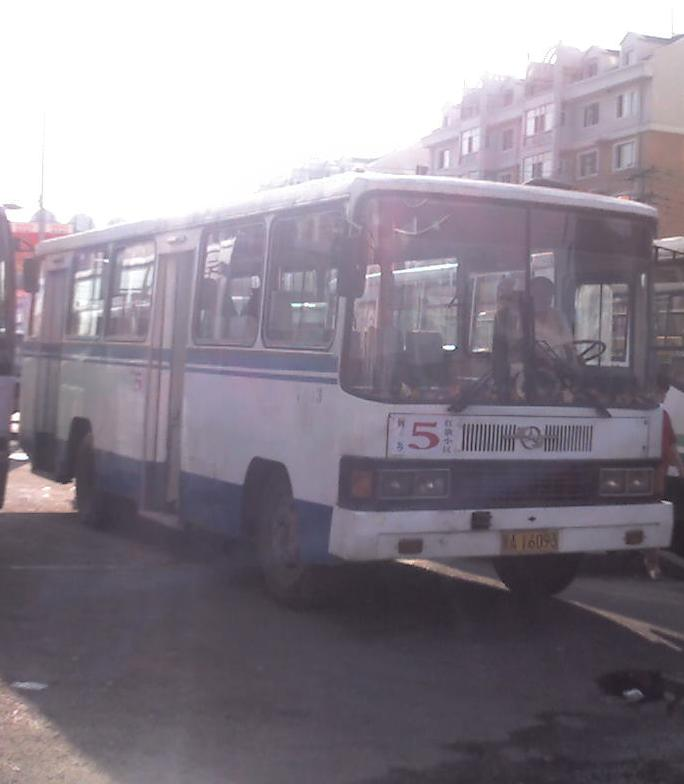
LJ6910Q01（2006年9月-2010年9月）
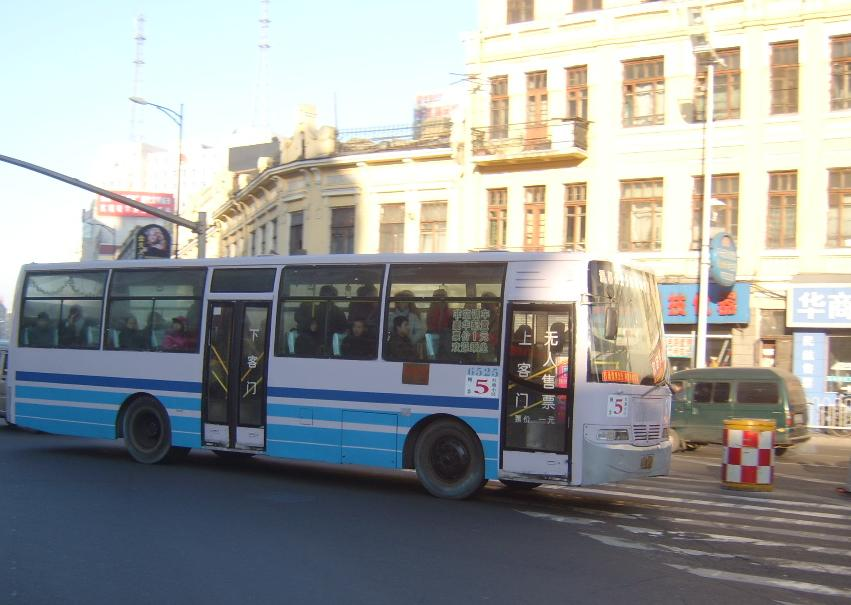
LJK6103Q（2003年1月-2010年9月）
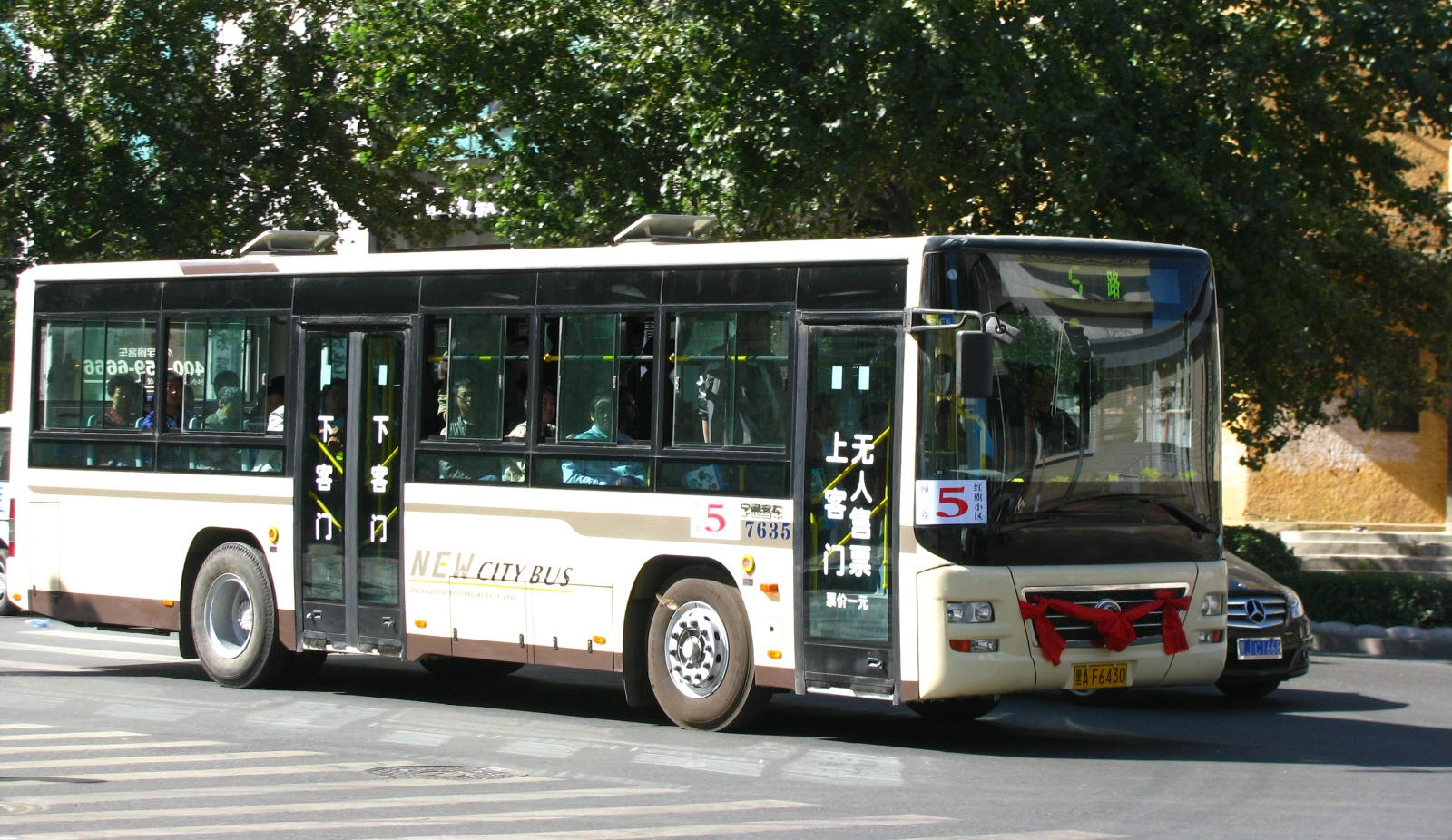
ZK6100NGA9（2010年9月-2013年12月）
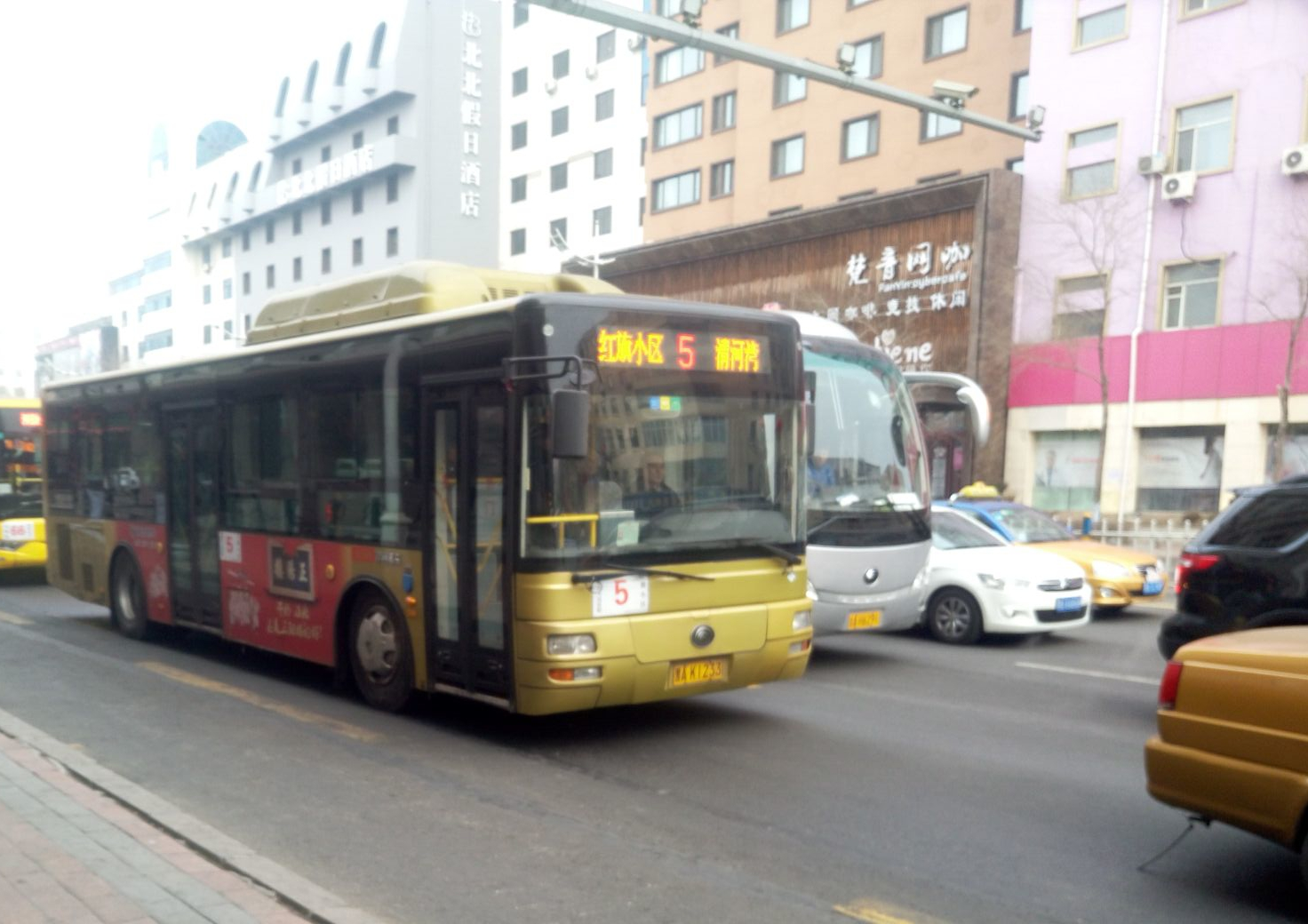
ZK6105HNG2（2013年12月-2017年12月）

## 事故
- 2004年12月15日下午3时31分，一辆5路空调公交车行驶至西十三道街与尚志大街路口时，车辆发生自燃，但乘客全部被及时疏散，没有任何伤亡[17]。
- 2009年6月9日晚间9时36分，一辆5路公交车行驶至西十六道街与尚志大街路口时，将一行人撞死[18]。
- 2011年7月22日下午3时左右，一辆5路公交车行驶至埃德蒙顿路时，与一辆轿车相撞，导致车上3名乘客和1名驾驶员受伤，同时也导致轿车内2人受伤。此外事故造成了该路段交通拥堵，直至下午4时40分左右街路恢复正常通行[19]。
- 2012年1月8日中午11时20分，一辆5路公交车行驶至淮河路和嵩山路路口时，被一辆货车撞坏，导致车上11名乘客受伤。同时导致路口拥堵，直至12时20分街路恢复正常通行[20]。
- 2013年1月25日上午8时左右，一辆5路公交车行驶至淮河路时，将一行人撞伤[21]。